# وزیر امور الجزایر
وزیر امور الجزایر (انگلیسی: Minister of Algerian Affairs)وزیر امور الجزایر (به فرانسوی: Ministre d'État aux Affaires Algériennes) یا وزیر الجزایر (به فرانسوی: Ministre de l'Algérie) یک پست وزارتی در دولت فرانسه از زمان تأسیس آن در سال ۱۸۵۸ تا استقلال الجزایر در سال ۱۹۶۲ میلادی بود. این وزارتخانه برای نظارت بر اداره الجزایر فرانسه از طریق فرماندار کل نظامی با کمک یک وزیر غیر نظامی ایجاد شد. پیش از این، فرماندار کل به تنهایی  صلاحیت تمشیت کلیه امور   مدنی و نظامی را داشت.این وزارتخانه اختیار داشت که برنامه های لازم برای توسعه اقتصادی و اجتماعی الجزایر به منظور آمادگی برای استقلال الجزایر را اجرا کند.[2]